# Punto periodico
In matematica, un punto periodico con periodo {\displaystyle n} di una funzione {\displaystyle f} è un punto {\displaystyle x_{0}} del dominio di {\displaystyle f} in cui si verifica:
{\displaystyle f^{n}(x_{0})=x_{0}}
dove {\displaystyle f^{n}} è definita ricorsivamente da:
{\displaystyle f^{0}(x)=x\qquad f^{n}(x)=f(f^{n-1}(x))}
Il più piccolo {\displaystyle n} per cui {\displaystyle x_{0}} è un punto periodico è detto periodo primitivo o periodo minimo. Se tutti i punti del dominio di una funzione sono periodici con il medesimo periodo {\displaystyle n}, si sta considerando una funzione periodica di periodo {\displaystyle n}. Un punto fisso è un punto periodico con periodo primitivo 1.
Nello studio dei sistemi dinamici, ogni punto di un'orbita periodica è un punto periodico per l'orbita.

## Sistemi dinamici
Un punto periodico di un sistema dinamico è un punto di una traiettoria periodica (chiusa) non costante percorsa dal sistema dinamico. Ovvero, dato un sistema dinamico reale {\displaystyle (\mathbb {R} ,X,\Phi )}, con {\displaystyle X} lo spazio delle fasi e {\displaystyle \Phi :\mathbb {R} \times X\to X} la sua evoluzione, un punto {\displaystyle x\in X} è periodico con periodo {\displaystyle T} se:
{\displaystyle \Phi (t+T,x)=\Phi (t,x)}
{\displaystyle \Phi (t+t',x)\neq \Phi (t,x)\qquad 0<t'<T}
Se {\displaystyle x} è un punto periodico il relativo insieme limite coincide con la traiettoria periodica alla quale {\displaystyle x} appartiene.

## Punti iperbolici
Se {\displaystyle f:\mathbb {R} ^{n}\to \mathbb {R} ^{n}} è una funzione differenziabile, un punto fisso {\displaystyle x} è detto iperbolico se la matrice jacobiana di {\displaystyle f} in {\displaystyle x} non ha autovalori di modulo 0 o 1. Un punto periodico di periodo {\displaystyle n} è detto punto periodico iperbolico se è un punto fisso iperbolico per {\displaystyle f}.
Se ogni autovalore {\displaystyle \lambda } della jacobiana di {\displaystyle f} calcolata in un punto periodico iperbolico {\displaystyle x} soddisfa {\displaystyle 0<|\lambda |<1} allora {\displaystyle x} è detto "pozzo" o attrattore; se ogni autovalore {\displaystyle \lambda } della jacobiana di {\displaystyle f} in {\displaystyle x} soddisfa {\displaystyle |\lambda |>1} allora {\displaystyle x} è chiamato "sorgente", altrimenti è un punto di sella.